# Pegunica
Pegunica (znanstveno ime Chalcalburnus chalcoides) je sladkovodna riba iz družine pravih krapovcev.
Pegunica je razširjena v Iranu, Avstriji, Bosni in Hercegovini, Bolgariji, Črni gori, Hrvaški, Nemčiji, Madžarski, Italiji, Romuniji, Srbiji , Sloveniji, Turkmenistanu in Uzbekistanu.
V Sloveniji je invazivna vrsta v povodju Mure.